# 小豹蛺蝶屬
小豹蛺蝶屬（學名：Brenthis）是蛺蝶科釉蛺蝶亞科彩蛺蝶族裡的一個屬。物種分佈於全北界。

## 物種
- 小豹蛺蝶 Brenthis daphne
- 伊諾小豹蛺蝶 Brenthis ino
- Brenthis mofidii
- 歐洲小豹蛺蝶 Brenthis hecate